# Sari Jorgensen
Sari Anna Jorgensen (ur. 25 lipca 1980 w Radelfingen) – szwajcarska kolarka górska, brązowa medalistka mistrzostw świata.

## Kariera
Największy sukces w karierze Sari Jorgensen osiągnęła w 1999 roku, kiedy zdobyła brązowy medal w downhillu podczas mistrzostw świata w Åre. W zawodach tych wyprzedziły ją jedynie Francuzka Anne-Caroline Chausson oraz Katja Repo z Finlandii. Był to jedyny medal wywalczony przez Jorgensen na międzynarodowej imprezie tej rangi. Nigdy nie wystąpiła na igrzyskach olimpijskich.